# Friedrich Fahrbach
Friedrich Fahrbach (* 17. Juli 1809 in Wien; † 19. März 1867 in Verona) war Komponist und Musiker.
Friedrich Fahrbach war der Bruder von Anton Fahrbach, Joseph Fahrbach und Philipp Fahrbach dem Älteren. Ausgebildet von seinem Bruder Joseph, war er Flötist bei Johann Strauss (Vater) und Joseph Lanner, hatte später eine eigene Kapelle und war von 1848 bis 1855 Militärkapellmeister. Später arbeitete er als Musikdirektor und Musiklehrer in Italien.
Er komponierte Walzer und Märsche.

## Veröffentlichungen
- Rund um die Strauss-Dynastie. Audio-CD, 1995